# Purgatory (chanson)
Pour les articles homonymes, voir Purgatory.
Singles de Iron Maiden
Twilight Zone Run to the Hills
Purgatory est le cinquième single du groupe de heavy metal britannique Iron Maiden et l'unique single de l'album Killers (Twilight Zone ne figurait pas sur la version d'origine européenne de l'album).
Cette chanson est un remake d'un titre du tout début d'Iron Maiden intitulée Floating dont ils se servaient pour jouer en concert en 1976 et 1977. Selon Nicko McBrain, Purgatory a été enregistré avec un arrangement plus rapide. Ce fut aussi le dernier single avec Paul Di'Anno.
La couverture du single Purgatory a été réalisée par Derek Riggs, première couverture des trois représentant le diable. La première version de l'illustration a été retirée et réutilisée pour l'album The Number of the Beast sorti en 1982.

## Liste des titres
| A. | Purgatory                   | Steve Harris | 3:20 |
| B. | Genghis Khan (instrumental) | Steve Harris | 3:09 |

## Composition du groupe
- Paul Di'Anno – chant
- Dave Murray – guitare
- Adrian Smith – guitare, chœurs
- Steve Harris – guitare basse, chœurs
- Clive Burr – batterie